# Vratislav Maňák
Vratislav Maňák (* 1988, Stříbro) je český spisovatel, redaktor a pedagog.

## Život
Vratislav Maňák pochází ze Stříbra v západních Čechách. Vystudoval žurnalistiku a mediální studia na Fakultě sociálních věd UK. Pracuje v kulturním zpravodajství České televize; na domovské fakultě přednáší žurnalistiku a vede kurzy tvůrčího psaní. Specializuje se na literární reportáž.
Povídky publikoval v časopisech Reportér, Respekt nebo Tvar, spolupracuje s časopisem Host. Sbírka Šaty z igelitu je jeho knižní prvotinou, za kterou v roce 2012 dostal Cenu Jiřího Ortena. S románem Rubikova kostka získal nominaci na Cenu Evropské unie za literaturu 2017.
Dějiny 20. století tematizoval i v libretu k výstavě 100PY, která v plzeňském Depu 2015 připomínala sté výročí vzniku Československa.
Maňák se věnuje i tvorbě pro děti; za secesní pohádku Muž z hodin byl roku 2015 nominován na Magnesii Literu; za příběh O Nebesáři na Zlatou stuhu a pro Hajaju Českého rozhlasu napsal pohádkové seriály Co se skrývá pod břečťanem a Martin a dvířka do pohlednic (knižně jako Expedice z pohlednice).
Maňák se hlásí k homosexuální orientaci  a ve svých novějších titulech s queer-tematikou i pracuje. Novela O Žitovi ze sbírky Smrt staré Maši aktualizuje pražskou pověst o stejnopohlavní motiv, novela Goethe v Mariánských Lázních využívá příběh Smrti v Benátkách od Thomase Manna.
Jeho knihy pravidelně vycházejí i v Německu.

## Dílo
- Šaty z igelitu, Host, 2011, ISBN 978-80-7294-562-7 – třináctero povídek, tematizující lidské osamění
- Co se skrývá pod břečťanem, Český rozhlas Dvojka, 2012 – původní pohádkový seriál o dvojici prádelních kolíčků
- Martin a dvířka do pohlednic, ČRo Dvojka, 2013 – dobrodružství sedmiletého Martina Martince, jenž díky kouzelnému poštovnímu razítku navštíví různé kouty naší země
- Muž z hodin, Albatros, 2014, ISBN 978-80-00-03144-6 – povídková sbírka; obsahuje stejnojmenný secesní příběh, patřící k žánru steampunk (jeden z prvních českých příspěvků)
- Expedice z pohlednice, Albatros, 2016, ISBN 978-80-00-04243-5 – kniha ve znamení ztřeštěných městských dobrodružství (vznikla původně pro Hajaju Českého rozhlasu)
- O Nebesáři, vydavatelství ART, 2016, ISBN 978-80-906384-1-9 – pohádkově pojaté lyrické podobenství, tematizující oddanost, dětskou odvahu i taje noční oblohy
- Rubikova kostka, Host, 2016, ISBN 978-80-7491-646-5 – mladý kantor Ondřej Šmíd v bytě svých rodičů nalézá tajnosti, zamlčované křivdy i přetrvávající vzpomínky; fragmenty paměti pak skládá jako barevné stěny hlavolamu, kde se mísí rodinná historie s osudy rodné Plzně
- Smrt staré Maši, Host, 2022, ISBN 978-80-275-1032-0 – sbírka půltuctu alegorických povídek
- Goethe v Mariánských Lázních, Adolescent, 2024  - komorní novela o lásce a stáří